# دکستر مورگان
دکستر مورگان (به انگلیسی: Dexter Morgan) (در ابتدا موزر (به انگلیسی: Moser)) یک شخصیت خیالی ضدقهرمان در مجموعه کتاب‌های دکستر، نوشته شده توسط جف لیندسی، و مجموعه تلویزیونی با همین نام می‌باشد که ایفاگر نقش آن مایکل سی هال است و دوون گرای، دومینیک جینز و ماکسول هاکوبی سنین پایین‌تر را بازی می‌کنند
هم در کتاب‌ها و هم در سریال تلویزیونی، او برای بخش جنایی پلیس میامی به عنوان کارشناس پزشکی قانونی با تخصص تحلیل آثار خون کار می‌کند و در همان‌سان، به صورت مخفی، یک آدم‌کشی زنجیره‌ای نیز می‌باشد و قاتلانی را که از شکاف‌های سیستم قانونی گریخته‌اند، شکار می‌کند. او از یک دستورالعمل اخلاقی که توسط هری مورگان، پدر خوانده‌اش، به او آموخته شده است پیروی می‌کند که از این دستورالعمل در سریال تحت عنوان "کد" و یا "کد هری" یاد می‌شود. این کد منوط بر دو اصل است: او تنها پس از یافتن شواهد قطعی از مقصر بودن فرد اجازه کشتن او را دارد، و او نباید گیر بیفتد(یعنی دکستر طبق این کد باید به نوعی قتل‌ها را انجام دهد که به عنوان مجرم دستگیر نشود).او در آخرین فصل و قسمت سریال پس از اینکه مامور پلیسی را بیگناه می کشد توسط پسرش هریسون به خاطر نقض کردن کد با تفنگ شکاری کشته می شود.
مایکل سی هال برای ایفای این نقش تحسین منتقدان را بدست آورده است. او در سال ۲۰۰۹ جایزه گلدن گلوب بهترین بازیگر مرد در یک مجموعه تلویزیونی درام را بدست آورد. به علاوه در سال ۲۰۰۷ او برنده جایزه موفقیت فردی در سریال درام توسط تی‌سی‌ای شد و پنج بار نیز نامزد دریافت جایزه امی بهترین بازیگر نقش اول مرد در مجموعه تلویزیونی درام گردید.

## فصل اول
در فصل اول از سویی با فلاش بک‌هایی با جزئیات زندگی و آموزش‌هایی که پدرش به او داده است آشنا می‌شویم و هم با روش او. او که یک متخصص تحلیل‌گر آثار خون به شدت باهوش است معمولاً سرنخ‌هایی دقیق در اختیار اعضای گروه و کاراگاهان قرار می‌دهد، چون قاتل است.